# Regius Professor of Computer Science (Southampton)

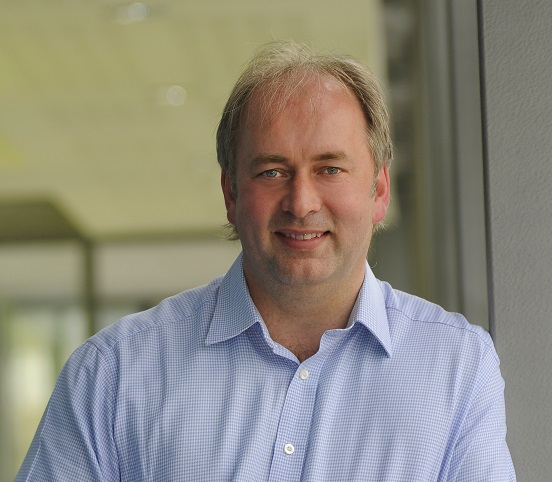
Nicholas Jennings im April 2009 – erster Regius Professor of Computer Science

Der Regius Professor of Computer Science ist eine 2013 anlässlich des diamantenen Thronjubiläums von Elisabeth II. gegründete Regius Professur für Informatik an der University of Southampton. Es handelt sich bei diesem Lehrstuhl um die erste und bis dato einzige Regius Professur für Computerwissenschaften.

## Geschichte der Professur
Das Institut für Informatik der University of Southampton entwickelte sich seit seiner Gründung zu einem Institut von Weltruf. In den späten 1980ern wurden Pionierleistungen in Hypermediensystemen geleistet. Auf diesen Grundlagen entwickelte man im Institut in den 1990ern die agentenbasierten Systeme, die später zu webbasierten Lösungen weiterentwickelt wurden. Als eine Auswahlkommission aus Wissenschaftlern und Vertretern der Geschäftswelt die Bewerbungen verschiedener Universitäten bewertete, wurde das Institut mit einer der zwölf prestigeträchtigen Regius-Professuren beehrte, die zum diamantenen Jubiläum der Königin begründet wurden. Erster Professor wurde der Experte für künstliche Intelligenz und autonome Systeme und Robotik, Nicholas Jennings. Jennings blieb nur für zwei Jahre und wechselte zur Leitung des Imperial College London, wo er Vize-Provost wurde. Die Professur übernahm die Informatikerin, Wendy Hall.

## Inhaber
| Name              | Namenszusatz                                  | von  | bis  | Anmerkung |
| ----------------- | --------------------------------------------- | ---- | ---- | --- |
| Nicholas Jennings | C.B., F.R.Eng., FIEEE, FIET, FBCS, CEng, CITP | 2014 | 2016 | Jennings war ein anerkannter Experte für künstliche Intelligenz sowohl für die Systementwicklung als auch für die Theorie der Systeme. Jennings verließ die Professur um eine Anstellung am Imperial College zu übernehmen, wo er 2016 zum Vize-Provost der Universität ernannt wurde. |
| Wendy Hall        | D.B.E., Ph.D., F.R.Eng., F.R.S.               | 2017 |      | Hall war gemeinsam mit Tim Berners-Lee die erste Direktorin des Web Science Research Initiative, heute Web Science Trust. Ursprünglich war der Trust als Austauschmedium mit dem Massachusetts Institute of Technology gegründet worden, entwickelte aber schon früh eigene Ideen und Verfahren, die später in der Bewerbung um die Regius Professur ausschlaggebend für die Wahl des Instituts wurden. |